# Järpen
Järpen ist ein Ort in der historischen schwedischen Provinz Jämtland und heutigen Provinz Jämtlands län.
Der Ort liegt etwa 70 Kilometer nordwestlich von Östersund und ist der Hauptort der Gemeinde Åre.
Bei Järpen mündet der Järpströmmen, der Abfluss des Kallsjön in den Indalsälven.

## Infrastruktur
Im Süden von Järpen verläuft die Europastraße 14 von Trondheim nach Östersund. Järpen besitzt einen Bahnhof an der Mittbanan, von dem aus es regelmäßige Verbindungen nach Östersund, Trondheim, Stockholm und Südschweden gibt. In Järpen befindet sich das einzige Gymnasium der Gemeinde Åre. Dem Gymnasium angeschlossen ist ein Skigymnasium, zu dessen bekanntesten Absolventen André Myhrer, Ylva Nowén und Fredrik Nyberg zählen.

## Sehenswürdigkeiten
1,2 Kilometer nordwestlich vom Zentrum befindet sich die Järpe skans, die von 1677 bis 1700 erbaut wurde und damit das älteste Gebäude Järpens ist.

## Bekannte Firmen
In Järpen hat der Produzent für Outdoor-Ausrüstung Lundhags seinen Firmensitz.